# Camerata Mediterranea
Camerata Mediterranea es un grupo de Estados Unidos dedicado a la interpretación de música medieval, preferentemente del repertorio de los países de la cuenca mediterránea. Fue fundado en 1990 por su director: Joel Cohen, que también dirige The Boston Camerata.

## Discografía
- 1990 - Lo Gai Saber.[2] Troubadour and Minstrel Music 1100-1300. Erato 2292 45647-2.
- 1993 - Bernart de Ventadorn: Le fou sur le pont. Erato 4509 94825-2.
- 1993 - The Unicorn. Chants et miracles du moyen-age français, 1200-1300. Camerata Mediterranea y Anne Azéma.[3] Erato 94830, Warner Classics 2564 62550.
- 1999 - Alfonso X el Sabio: Cantigas de Santa Maria. Camerata Mediterranea junto con Abdelkrim Rais Andalusian Orchestra of Fès[4][5] (dir.: Mohammed Briouel). Erato 3984-25498-2, Warner "Apex" 2564-61924-2.